# Whataboutism
Whataboutism (também chamado de whataboutery) é um sofisma que visa a desviar uma crítica ou acusação, mediante uma contra-acusação ou introduzindo uma questão não relacionada com o objeto da discussão. O dictionary.com define o termo como "uma tática de conversação em que uma pessoa responde a um argumento ou ataque mudando o foco da conversa para a má conduta da outra pessoa, dando a entender que toda crítica é inválida porque ninguém é totalmente inocente".
É uma variante da falácia formal tu quoque (também chamada 'falácia do apelo à hipocrisia').
O termo foi cunhado por The Economist,  na época da Guerra Fria, quando foi usado  para descrever, ironicamente, as respostas da União Soviética às críticas ocidentais. Aos que criticavam seu histórico de direitos humanos, por exemplo, os soviéticos respondiam com algo do tipo "E os Estados Unidos, onde se lincham negros?!" ou "E a taxa de desemprego de vocês? As pessoas comuns nos EUA (ou no Reino Unido ou na Alemanha) não têm o direito básico de trabalhar e receber salário!" 
Mas o whataboutism também foi (e continua a ser) utilizado em diversos outros contextos, tais como no conflito na Irlanda do Norte, nos conflitos entre a Rússia e a Ucrânia ou nas falas de Donald Trump.
A falácia consiste em rebater a crítica (a uma situação, prática etc.), com uma outra crítica, sobre algo não necessariamente relacionado, mediante o uso de estruturas do tipo: "E aquilo...", "E sobre o(a)..."  ou "E o que dizer, então, sobre...". Geralmente, essa falácia é usada para relativizar moralmente a gravidade de um evento ou situação, comparando-o a outro.

## Estrutura lógica
- Pessoa A critica a proposição X.
- Pessoa B usa a proposição Y para atenuar ou desviar o foco da proposição X.

## Exemplos
O uso dessa falácia foi originalmente associado à União Soviética. Durante a Guerra fria, era utilizada pelos soviéticos quando respondiam a um criticismo do Ocidente aludindo a um outro fato ou aspecto negativo do mundo ocidental. Na Nova Guerra Fria, a Rússia voltou a adotar essa tática, primeiramente para fazer face a críticas relacionadas com violações de direitos humanos ou com atitudes do governo russo, em geral. e, mais recentemente, quando da anexação da Crimeia e da invasão da Ucrânia; O whataboutism é usado, inclusive, pelo presidente russo, Vladimir Putin, e seu secretário de imprensa, Dmitry Peskov.
Por exemplo, quando os EUA e a UE expressaram sua preocupação com o uso excessivo da força pela polícia de Moscou, ao dispersar uma manifestações da oposição, as autoridades russas lembraram que a polícia americana expulsou à força os manifestantes do acampamento Occupy Oakland!, na Califórnia.
The Guardian  considera  que o whataboutism, na Rússia, seja "praticamente uma ideologia nacional". A jornalista Julia Ioffe cita o bordão  "And you are lynching Negroes" ['E vocês lincham negros'], como um dos exemplos clássicos de uso dessa tática. Escrevendo para a Bloomberg News, Leonid Bershidsky chamou o whataboutism de "tradição russa", enquanto The New Yorker descreveu a técnica como "uma estratégia de falsa equivalência moral". Jill Dougherty falou que whataboutism é o jeito russo de dizer "o sujo falando do mal lavado". Também é, muitas vezes, uma forma de atacar a  dupla moral do Ocidente e, especialmente, dos Estados Unidos. 